# Občina Benedikt
Občina Benedikt (slovinsky Občina Benedikt, německy Gemeinde Sankt Benedikt in den Windischen Büheln) je jednou z 212 občin ve Slovinsku. Nachází se v Podrávském regionu na území historického Dolního Štýrska. Občinu tvoří 13 sídel, její rozloha je 24,1 km² a k 1. lednu 2017 zde žilo 2 486 obyvatel. Správním střediskem občiny je vesnice Benedikt.

## Členění občiny
Občina se dělí na sídla: 
- Benedikt
- Drvanja
- Ihova
- Ločki Vrh
- Negovski Vrh
- Obrat
- Spodnja Bačkova
- Spodnja Ročica
- Stara Gora
- Sveti Trije Kralji v Slovenskih goricah
- Trotkova
- Trstenik
- Štajngrova

## Sousední občiny
Sousedními občinami jsou: Gornja Radgona na severu a východě, Sveta Trojica v Slovenskih goricah na jihu, Lenart na jihozápadě a Sveta Ana na západě.